# George Spencer Watson

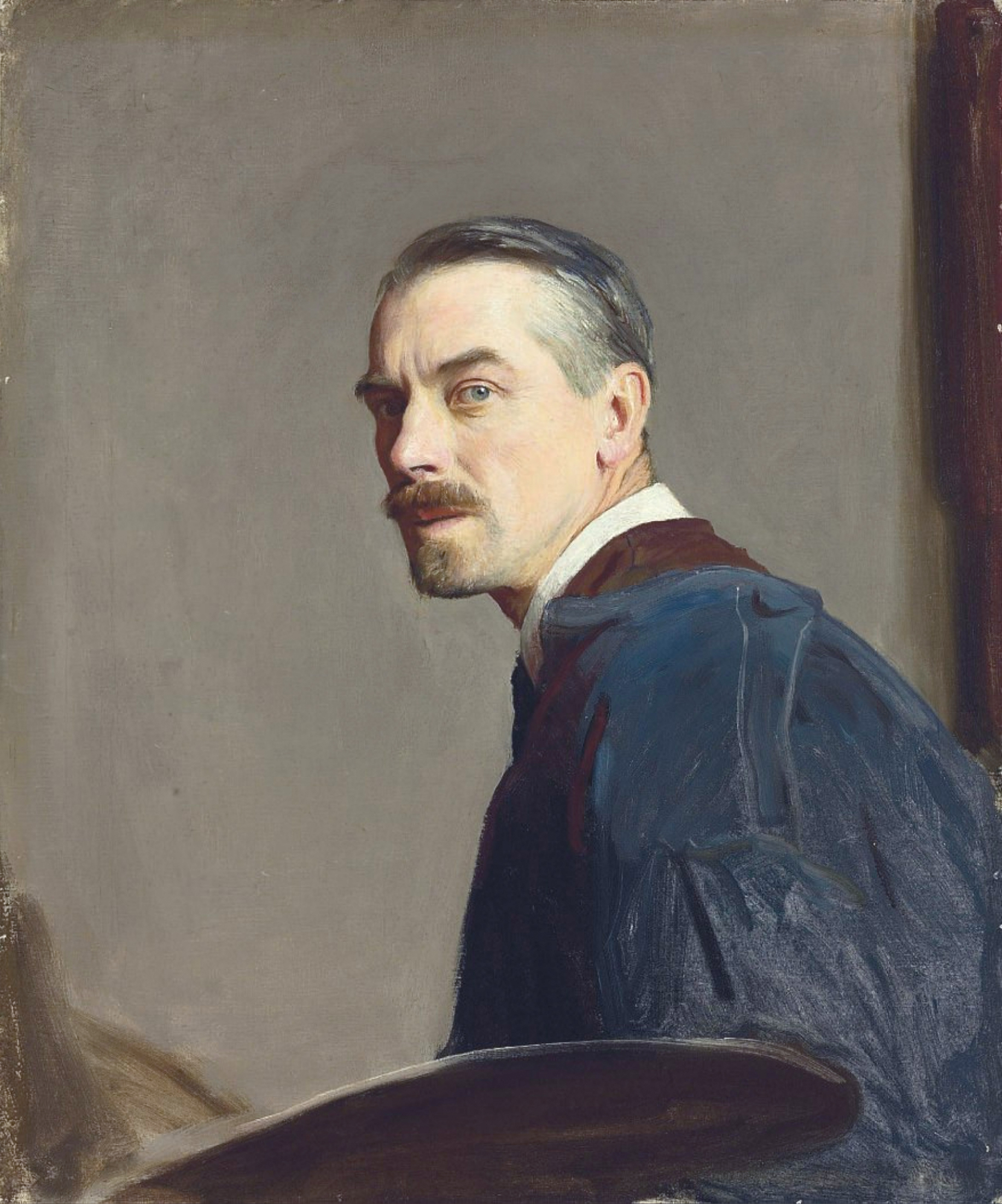
George Spencer Watson: Selbstporträt, vor 1920

George Spencer Watson (* 18. Dezember 1869 in London; † 13. April 1934 ebenda) war ein britischer Maler, bekannt für Porträts und figürliche Darstellungen.

## Leben
George Spencer Watson wurde 1869 in London geboren. Er studierte an den Royal Academy Schools und spezialisierte sich dort auf Malerei. Während seiner Ausbildung erhielt er zahlreiche Auszeichnungen, darunter mehrere Preise der Royal Academy. Er war Mitglied der Royal Academy sowie der Royal Society of Portrait Painters. Im Verlauf seiner Karriere stellte er regelmäßig in wichtigen Galerien aus, darunter in der Royal Academy of Arts in London. Er war ein bedeutender Vertreter der britischen Porträtmalerei des frühen 20. Jahrhunderts. Er verstarb 1934 in London.

## Werk

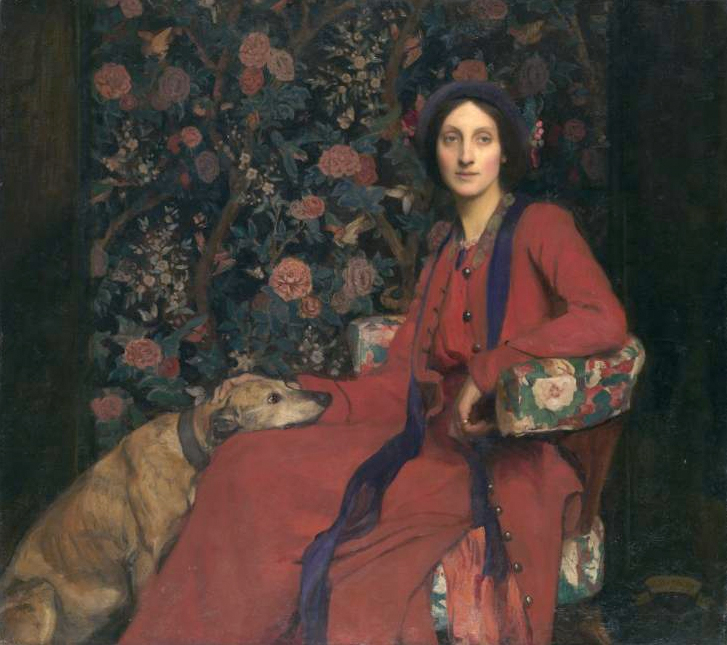
George Spencer Watson: Hilda and Maggie, 1911

George Spencer Watsons Werk konzentriert sich vor allem auf Porträts und figürliche Kompositionen. Sein Stil wird als akademisch-traditionell beschrieben, mit besonderem Augenmerk auf realistische Darstellungen und feine Details. Er zeichnete sich durch eine sorgfältige Technik und eine sensible Herangehensweise an seine Motive aus. Neben Einzelporträts schuf er auch Szenen mit mehreren Figuren sowie religiöse Darstellungen.